# Кафе «Ізотоп»
Кафе «Ізотоп» (рос. Кафе «Изотоп») — радянський художній фільм 1977 року, знятий на кіностудії «Мосфільм».

## Сюжет
Володимир Прохоров — один з тих, хто починав будівництво атомної електростанції. Він — зварювальник, і від роботи Володимира багато в чому залежить робота всієї бригади. Після того, як трагічно загинула його дівчина, Володимир замкнувся в собі. Хлопці його розуміють і багато чого поки що прощають…

## У ролях
- Олександр Сафронов — Володя Прохоров
- Ігор Васильєв — академік Коростильов
- Юрій Назаров — Родіон Терентійович Угрюмов, учений
- Людмила Максакова — Юлія Олександрівна Скурлатова
- Володимир Носик — Дьомкін, зварювальник
- Ольга Гудкова — Олена
- Надія Бутирцева — Таня
- Володимир Гуляєв — Шибанов
- Геннадій Корольков — Харламов, зварювальник
- Володимир Козелков — зварювальник з бригади Прохорова
- Геннадій Крашенинников — Петриков, зварювальник з бригади Прохорова
- Олександр Пятков — Тюрін, зварювальник з бригади Прохорова
- Георгіос Совчіс — Гуляєв, зварювальник з бригади Прохорова
- Валерій Шальних — Валерій Орлов
- Володимир Привалов — епізод
- Микола Шацький — дід Антип, сторож
- Вадим Александров — Шерстюк
- Наталія Хорохоріна — епізод
- Олексій Золотницький — учений
- Валерій Захар'єв — співробітник заводської лабораторії
- Андрій Вознесенський — епізод, читає вірші
- Юрій Гусєв — учений

## Знімальна група
- Режисер — Георгій Калатозішвілі
- Сценаристи — Василь Соловйов, Михайло Калатозов
- Оператор — Сергій Вронський
- Композитор — Гія Канчелі
- Художник — Фелікс Ясюкевич